# Kardymowo (stacja kolejowa)
Kardymowo (ros. Кардымово) – stacja kolejowa w miejscowości Kardymowo, w rejonie kardymowskim, w obwodzie smoleńskim, w Rosji. Leży na linii Moskwa - Mińsk - Brześć.

## Historia
Stacja powstała w czasach carskich na drodze żelaznej moskiewsko-brzeskiej pomiędzy stacjami Prisielskaja i Duchowskaja.